# Nick Gold
Nick Gold je britský hudební producent a majitel nahrávací společnosti World Circuit.

## Životopis
Gold vystudoval africkou historii a chtěl se stát učitelem. Láska k hudbě jej ale přivedla do dobrovolnické organizace Community Music. V rámci této organizace založily Ane Hunt a Mary Farquaharson koncertní agenturu Arts Worlwide, která pořádala koncerty v Evropě neznámých hudebníků z Afriky a Jižní Ameriky, a následně také (v roce 1986) vydavatelství World Circuit, aby bylo možno uspokojit zvýšenou poptávku po hudebních nosičích jimi zastupovaných umělců. Nick Gold se na popud vedení agentury ujal hudebního vydavatelství World Circuit s cílem vydávat etnickou hudbu. Vydavatelství se po několika letech vydalo svou vlastní cestou a Nick Gold pomohl pro svět objevit takové interprety, jako je Ali Farka Touré nebo Oumou Sangaré, ve spolupráci s Ry Cooderem pak pozapomenuté kubánské umělce projektem Buena Vista Social Club.